# Esquadrão N.º 76 da RAAF

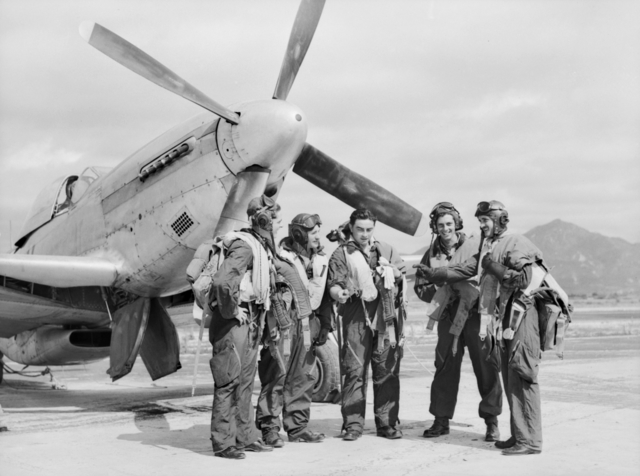
Esquadrão de pilotos

O Esquadrão N.º 76 é um esquadrão de treino de voo da Real Força Aérea Australiana (RAAF). Formado em 1942, operou aviões P-40 Kittyhawk no teatro do Sudoeste do Pacífico durante a Segunda Guerra Mundial. Depois do cessar das hostilidades, foi re-equipado com aviões P-51 Mustang e fez parte do destacamento australiano na Força de Ocupação no Japão, tendo posteriormente sido dissolvido em 1948. O esquadrão voltou a ser formado em 1949 e três anos mais tarde foi transferido para Malta, onde operou aviões de Havilland Vampire até ser dissolvido em 1955. Re-activado em 1960, começou a operar aviões CAC Sabre e Dassault Mirage III na Austrália até 1973. A última fez que foi estabelecido foi em 1989 tem estado colocado na base aérea de Williamtown, Nova Gales do Sul, onde opera aviões aviões de treino Hawk 127.